# Boris Vsevolodovič Petrušanskij
Boris Vsevolodovič Petrušanskij, noto come Boris Petrushansky nella traslitterazione anglosassone (Mosca, 3 giugno 1949), è un pianista russo naturalizzato italiano.

## Biografia
Ultimo allievo a Mosca di Heinrich Neuhaus, si è imposto all'attenzione internazionale con la vittoria al Concorso pianistico Casagrande di Terni.
A seguito di questo evento ebbe la possibilità di suonare presso diverse associazioni di concerti di rinomanza internazionale come il Festival dei due Mondi di Spoleto, il Maggio Musicale Fiorentino, il Festival pianistico internazionale "Arturo Benedetti Michelangeli" ed altri ancora.
Nel corso della sua carriera ha poi suonato con importanti orchestre quali l'Orchestra filarmonica di San Pietroburgo, la Staatskapelle di Berlino, l'Orchestra filarmonica di Mosca e numerose altre.
Ha collaborato con grandi direttori d'orchestra come Valerij Gergiev e Roberto Abbado e suonato con famosi solisti come i violinisti Leonid Kogan e Igor' Ojstrach, il violoncellista Mischa Maisky e il soprano Cecilia Gasdia solo per citarne alcuni.
Nel corso della sua carriera ha realizzato numerose incisioni per le etichette discografiche Melodia (Russia), Art & Electronics (Russia-USA), Symposium (Inghilterra), Fone`, Dynamic, Stradivarius ed Agora (Italia).
Dopo la dissoluzione dell'U.R.S.S. si è stabilito in Italia e dal 1990 è docente presso l'Accademia pianistica internazionale "Incontri col Maestro" di Imola.

## Premi (parziale)
| Anno | Concorso                                           | Premio       | Ex aequo con... | Primo premio |
| ---- | -------------------------------------------------- | ------------ | --------------- | ------------ |
| 1969 | III Concorso pianistico internazionale di Leeds    | 4º premio    |                 | Radu Lupu    |
| 1975 | X Concorso pianistico Alessandro Casagrande, Terni | Primo premio |                 |              |